# Rie Mashiko
Rie Mashiko (28 de julio de 1979; Tokio, Japón) es una modelo y actriz japonesa. 

## Filmografía
Se ha desempeñado en diferentes dramas, series de televisión y películas, entre las cuales destacan:
Dramas
- Engine (Fuji TV, 2005)
- Ultraman Max (CBC, 2005 - 2006)
- Kuroi Taiyo (TV Asahi, 2006)
- Shimokita GLORY DAYS (TV Tokyo, 2006)
- Salaryman Kintaro 3 (TBS, 2002)

Películas
- Aihyoka: Chi-Manako (2007)
- Kamen Rider THE NEXT (2007)
- Umi no Yume, Tokai no Kyo (2004)